# Branscombe Richmond
Branscombe Richmond (Los Ángeles, California, 8 de agosto de 1955) es un actor estadounidense, reconocido principalmente por haber interpretado el papel de "Bobby Seis Muertos" en la serie de televisión de la década de 1990 Renegado.

## Biografía
Richmond nació en Los Ángeles, California, hijo de Leo C. Richmond, actor y doble de riesgo nacido en Tahití.
Interpretó a un policía llamado Harker en diez episodios de la serie Hawaiian Heat a finales de 1984 en el canal ABC. La serie rápidamente perdió impulso debido a la fama lograda por Dallas. A finales de 1986 interpretó al sargento Luke Halui en 13 episodios de Heart of the City, otra serie que no pudo lograr repercusión. 
En 1992 logró finalmente el reconocimiento internacional al interpretar el papel de "Bobby Seis Muertos" en la serie Renegado, compartiendo el papel protagonista con Lorenzo Lamas. Más adelante apareció en el episodio piloto del seriado Magnum, P.I.. Otros de sus créditos en televisión incluyen producciones como Walker, Texas Ranger, The A-Team y The Highwayman. Ha aparecido en Star Trek III: The Search for Spock, Action Jackson, Journey 2: The Mysterious Island, Aces: Iron Eagle III, Harley Davidson and the Marlboro Man, Christopher Columbus: The Discovery y The Scorpion King.